# Annulè

[18]annulè

Un annulè és un hidrocarbur cíclic d'un sol anell amb enllaços simples i dobles conjugats, de fórmula general {\textstyle C_{n}H_{n}} (on n és un nombre parell) o {\textstyle C_{n}H_{n+1}} (on n és un nombre imparell). Els annulens amb set o més carbonis s'anomenen com a [n]annulè, on n és el nombre de carbonis. Per exemple [9]annulè o ciclonon-1,3,5,7-tetraè.
L'etimologia ve del català anular, a la vegada del llatí anularis, que significa "anell", i la terminació -è dels alquens.

## Annulens aromàtics, antiaromàtics i no aromàtics
Perquè un annulè compleixi la regla de Hückel de l'aromaticitat ha de tenir enllaços dobles conjugats (cada dos àtoms de carboni) amb un nombre d'electrons π igual a 6, 10, 14, 18... això és han de tenir un nombre d'electrons π igual a 4n + 2, essent n = 1, 2, 3... Tanmateix, hi ha una segona condició, l'anell ha de ser pla perquè puguin superposar-se els orbitals π i formar enllaços π deslocalitzats. Això ve condicionat per les interaccions estèriques dels hidrògens que queden a l'interior de l'anell i que poden impedir la forma plana. D'acord amb aquestes dues condicions els annulens aromàtics de Hückel, són el benzè, el [18]annulè, el [30]annulè, etc., ja que el nombre d'electrons π coincideix amb el nombre de carbonis perquè cada carboni aporta a l'enllaç π un electró.
Els annulens que compleixen la regla de Hückel, però no són plans s'anomenen no aromàtics, ho són el [10]annulè, el [14]annulè, etc.
El tercer grup d'annulens són els antiaromàtics de Hückel, els quals tenen un nombre d'electrons π igual a 4n, essent n = 1, 2, 3, 4... i són plans. Per exemple ho és el ciclobuta-1,3-diè, {\textstyle C_{4}H_{4}}, que seria el [4]annulè.

## Els annulens
El primer annulè (n = 4) és el ciclobuta-1,3-diè, {\textstyle C_{4}H_{4}}, un hidrocarbur molt inestable, antiaromàtic, sintetitzat per primer cop el 1965 per Emerson, Watts i Petit. El segon (n = 6) és el benzè, {\textstyle C_{6}H_{6}}, paradigma de composts aromàtic, de forma perfectament plana, i primer de la sèrie que compleix la regla de Hückel amb els electrons π deslocalitzats. Fou aïllat per Michael Faraday el 1825, essent el primer annulè descobert.

Ciclobutadiè ([4]annulè)
Benzè ([6]annulè)
Ciclooctatetraè ([8]annulè)
Ciclotetradecaheptaè ([14]annulè)
Ciclooctadecanonaè ([18]annulè)

El tercer (n = 8), el [8]annulè o cicloocta-1,3,5,7-tetraè, {\textstyle C_{8}H_{8}}, té els dobles enllaços perfectament localitzats, o sigui és antiaromàtic, i la seva forma no és plana, essent la conformació més estable la que té forma de barca. Fou el segon annulè descobert i sintetitzat el 1911 per Richard Willstätter i Ernst Waser. El [10]annulè, {\textstyle C_{10}H_{10}}, malgrat que els seus electrons π compleixen la regla de Hückel, no és aromàtic perquè no és pla. És molt inestable. Fou sintetitzat el 1967 per E.E. Temelen i T.L. Burkoth. El [12]annulè, {\textstyle C_{12}H_{12}}, no és aromàtic i fou sintetitzat el 1970 per J.F.M. Oth, H. Röttele i G. Schröder. Tampoc ho són el [14]annulè, {\textstyle C_{14}H_{14}}, sintetitzat el 1960 per Franz Sondheimer i Y. Gaoni, que si bé compleix la regla de Hückel no és pla degut a l'impediment dels seus hidrògens interns, i el [16]annulè, {\textstyle C_{16}H_{16}}, molt inestable i sintetitzat el 1966 per G. Schröder i J.F.M. Oth.
Sí que és aromàtic el [18]annulè, {\textstyle C_{18}H_{18}}, sintetitzat el 1962 pel grup de Franz Sondheimer, que és pla perquè és suficientment gros perquè no hi hagi interaccions entre els hidrògens interns, i compleix la regla de Hückel 4n + 2 = 4·4 + 2 = 18; és un sòlid marró vermellós bastant estable. Els següents annulens superiors fins ara sintetitzats són el [20]annulè, {\textstyle C_{20}H_{20}}, antiaromàtic, el [22]annulè, {\textstyle C_{22}H_{22}}, inestable de color porpra obscur, el [24]annulè, {\textstyle C_{24}H_{24}}, és antiaromàtic i de color blau molt obscur, el [26]annulè, {\textstyle C_{26}H_{26}}, que és aromàtic i el [30]annulè, {\textstyle C_{30}H_{30}}, que també és aromàtic i es presenta en forma de cristalls de color vermell obscur.